# Gustav Adolf Jonsson
Gustav Adolf Jonsson, född 26 juni 1879 i Stockholm, död 30 april 1949 i Bromma, var en svensk sportsskytt.
Jonsson deltog i tre OS (1908, 1912 och 1920).